# Erik Videgård
Erik Tomas Kristoffer Videgård, född 13 augusti 1960 i Strängnäs, är en svensk krögare och författare av kok- och matrelaterade böcker, som bidragit till att introducera det kinesiska Sichuanköket i Sverige. 

## Biografi
Erik Videgård är äldre bror till arkitekten Martin Videgård.
Videgård inledde sin restaurangbana på en tioveckors AMU-utbildning på restaurangskolan i Kristineberg och arbetade extra i slutet av 70-talet som smörgåsnisse på nattklubben Alexandra och som alltiallo på Östergöks fisk. 1980–1984 arbetade han som ljudtekniker med turnerande band som Ubangi, Reeperbahn och The Boppers, men lämnade turnélivet då han fick barn för att åter söka sig till restaurangbranschen. Han var servitör på Den Gyldene Freden och hovmästare på Royal Viking Hotel innan han 1987 fick en anställning på Coq Blanc under Uno Hedmans ledning. Där arbetade han som hovmästare, sommelier innan han 1990 blev dess restaurangchef. 1992 köpte Videgård tillsammans med kompanjonerna Christer Andersson och Lennart Tengsved restaurangerna East, Akvarium, Källaren Diana och Coq Blanc (från 1996 Videgård Restaurang Bar Deli) av ägargruppen Scandic Hotels. Som mest var han delägare i tio krogar, utöver de uppräknade bland andra Fjäderholmarnas krog och En Halv Trappa Plus Gård där han vidareutvecklade det asiatiska temat han introducerat på East. Under tre år byggde han upp vad som kom att bli en av Sankt Petersburgs bästa restauranger, Daniel.
2016–2020 drev han poké-restaurangen Rebel kitchen i Vällingby, och 2018–2020 drev han Videgård Restaurang i Sturegallerian med inriktning på japansk-peruanska smaker.
Videgård har medverkat i programmet Kockarnas kamp vid två tillfällen: 2017 och 2024. Han är också återkommande kock i Nyhetsmorgon på TV4.
År 2010 drabbades han av cancer i tonsillerna, varvid käkbenet gick av och ersattes av en bit av hans högra vadben.